# Knobbeljufferduif
De knobbeljufferduif (Ptilinopus insolitus) is een vogel uit de familie Columbidae (duiven).

## Verspreiding en leefgebied
Deze soort is endemisch op de Bismarck-archipel en telt twee ondersoorten:
- P. i. insolitus:  Bismarck-archipel (uitgezonderd de Sint-Matthias-eilanden).
- P. i. inferior: Sint-Matthias-eilanden (noordelijke Bismarck-archipel).